# Zona straha
Zona straha (eng. Fright Zone), prema većini medijskih materijala, izmišljeno sjedište Hordaka i Zle Horde u drugoj dimenziji, na planeti Eteriji. Njen opis, izgled i donekle funkcija razlikuje se od medija do medija u kojemu je Zona straha korištena kao mjesto radnje. Zasnovana je na liniji igračaka Gospodari svemira u produkciji američke kompanije Mattel.

## Povijest lokacije
Zona straha je Hordakovo sjedište iz kojeg priprema svoje osvajačke operacije, u jednakoj mjeri kao što je Zmijska planina Skeletorovo sjedište. Njen opis se veoma razlikuje zavisno od medija pa se ponegdje opisuje kao kamenita pećina sa zatvorom, uvenulim stablom s granama koje mogu zarobiti protivnika i rupom iz koje izlazi veliko zeleno zmijoliko čudovište. U drugim verzijama, opisuje se kao veliko industrijsko središte unutar kojeg je smještena Hordakova prijestolna dvorana.
U Netflixovom  serijalu Gospodari svemira: Otkriće, Zona straha je područje na planeti Eterniji na kojem se nalazi Skeletorova Zmijska planina, a ne Hordakovo sjedište.

## Originalni mini stripovi Gospodari svemira
Zona straha, kakvu je poznajemo iz Mattelove originalne linije igračaka prvi put se djelomično pojavljuje u mini stripu "Grizzlor - oživljena legenda" (Grizzlor the legends comes alive!) iz 1984. godine. Prikazan je njen lijevi dio s kamenom strukturom te zatvor s rešetkama te uvenulim stablom na vrhu strukture. Međutim, lokacija se ne naziva Zona straha, već "nepolodna pustoš". Nekoliko stranica kasnije prikazuje se u svom punom obimu, s rupom na čijim rubovima se vide oštri zubi.
Sljedeći put se Zona straha prikazuje u mini stripu "Mantenna i prijetnja Zle Horde" (Mantenna and the Menace of the Evil Horde), također iz 1984. godine. Princ Adam se nađe ispred Zone straha koja je ilustrirana nalik na njeno izdanje iz linije igračaka, s čudovištem koje viri prijeteći iz rupe. Kada čudovište proguta Adama, on se nađe u dubinama Zone straha, koja se u mini stripu doista tako naziva. Orko donosi Mač Moći princu Adamu te se on preobražava u He-Mana i pobjeđuje Hordaka kojeg baca u zatvor njegove Zone straha.
Naredni mini strip pod naslovom "Hordak - osveta nemilosrdnog vođe" (Hordak - The Ruthless Leader's Revange, 1984.) također donosi jasno imenovanje Hordakovog sjedišta kao Zone straha, koja se nalazi na planeti Eteriji, u drugoj dimenziji. U kasnijim mini stripovima sve je isto i Zona straha je jasno prikazana te nosi svoje ime.

## Televizijska adaptacija lokacije

### She-Ra: Princeza moći (1985. - 1987.)
Zona straha se prikazuje u spin-offu ranijeg animiranog serijala franšize Gospodari svemira pod nazivom She-Ra: Princeza moći kao veliki tehnološko-industrijski kompleks koji se nalazi u onečišćenoj industrijskoj zoni. Služi kao sjedište Hordaka i njegovih zli pristaša, a u sklopu kompleksa nalazi se i Hordakova prijestolna dvorana.

## Vanjske poveznice
- Zona straha - he-man.fandom.com (engl.)